# آنکیریریسا
آنکیریریسا (به لاتین: Ankiririsa) یک منطقهٔ مسکونی در ماداگاسکار است که در آتسیمو-آندرفانا واقع شده‌است.